# Актас (Саранська міська адміністрація)
Акта́с (каз. Ақтас) — селище у складі Саранської міської адміністрації Карагандинської області. Адміністративний центр та єдиний населений пункт Актаської селищної адміністрації.
Населення — 8947 осіб (2021; 8252 у 2009, 9260 у 1999, 14272 у 1989).